# Sinai Fossae
Le Sinai Fossae sono una struttura geologica della superficie di Marte.